# Uis
Uis (auch ehemals wie das Bergwerk als Uis Myn bekannt; myn ist Afrikaans für Mine) ist eine Siedlung 30 Kilometer südöstlich des Brandbergmassivs in Namibia. Die Ortschaft wurde als Bergbaustadt für die Arbeiter der nahe gelegenen Zinn- und Wolframlagerstätte erbaut. Uis bezeichnet in Khoekhoegowab eine „bittere Quelle“. Uis liegt im Wahlkreis Daures (Brandberg).
In ihrer Blütezeit war Uis das größte im Festgestein arbeitende Zinnbergwerk der Welt. Durch fallende Weltmarktpreise wurde es aber bis 1990 unrentabel und folglich stillgelegt.

## Status
Trotz des rapiden Bevölkerungsrückgangs nach der Aufgabe des Bergbaus wurde Uis 1996 von der namibischen Regierung offiziell zum Dorf erhoben. Bis 2010 hatte Uis den Status eines Dorfes, wurde dann jedoch zu einer Siedlung heruntergestuft.
Im November 2025 soll Uis den Stadtstatus erhalten.

## Wirtschaft und Infrastruktur

### Bergbau

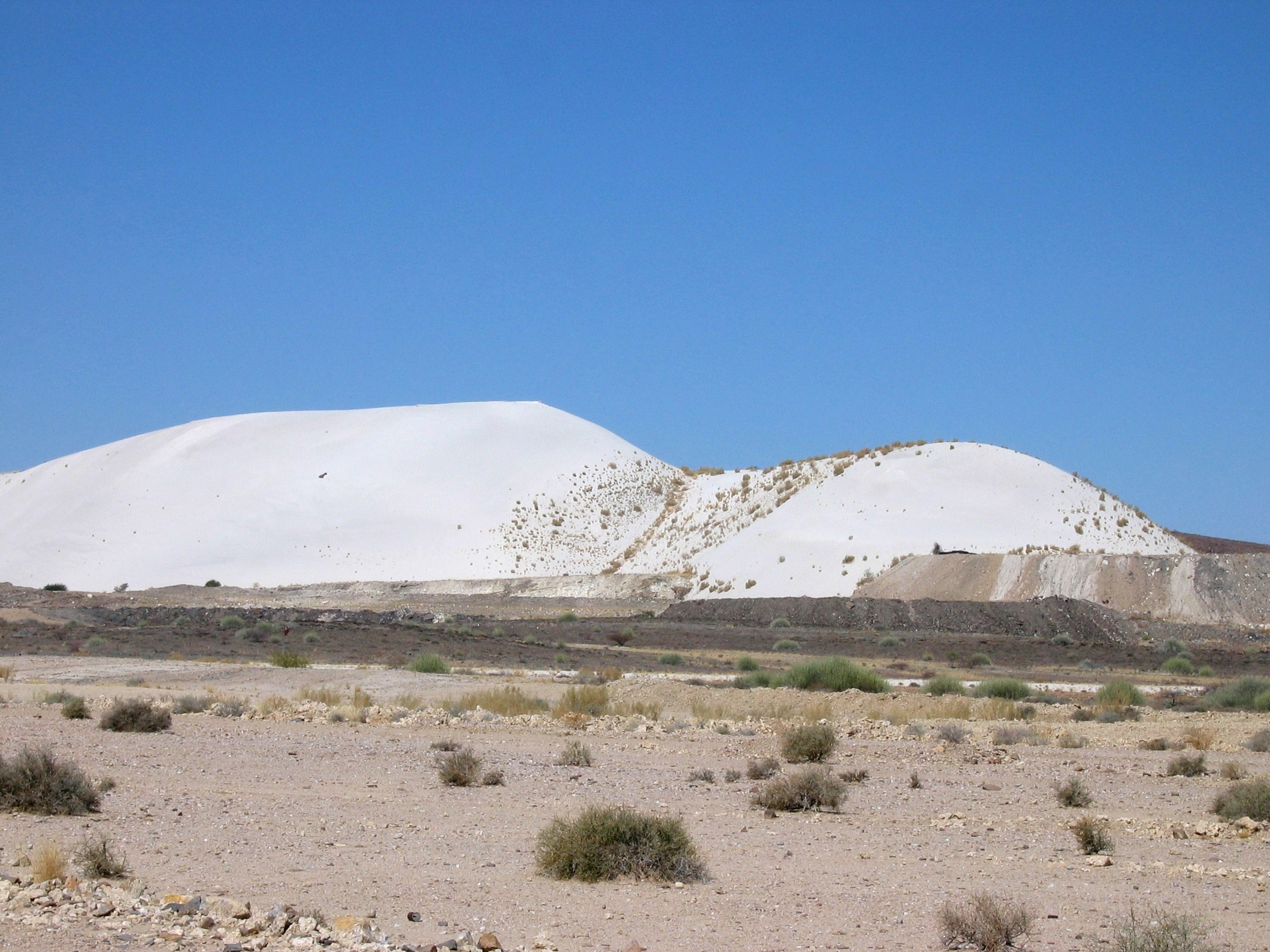
Die Abraumhalde der Zinnminen von Uis

1911 wurden durch die Deutsche Kolonialgesellschaft größere Zinnvorkommen in der Umgebung des heutigen Uis entdeckt.
1923 kaufte August Stauch, welcher zuvor die Diamantvorkommen bei Kolmanskoop entdeckt hatte, die Zinnvorkommen von Uis, Usakos, Karibib und Omaruru auf und gründete die Namib Tin Mines Ltd.

Während der großen Depression wurde bei Uis kein Zinn abgebaut. 1938 wurden die Zinnbergwerke um Uis von der Friedrich Krupp AG mit der Absicht gekauft, die örtlichen Vorkommen in Zukunft großflächig und intensiv abzubauen. Durch den Ausbruch des Zweiten Weltkriegs ein Jahr später ließen sich diese Pläne aber nicht mehr verwirklichen.
In der Folge wurden die Zinngruben um Uis zunächst an Angus Munro veräußert. Munro starb jedoch kurze Zeit später bei einem Flugzeugabsturz, was die weitere Erschließung der örtlichen Zinnlagerstätte erneut verzögerte.

1958 wurde die Lagerstätte letztendlich von der Imkor Tin (Pty) Ltd, einer Tochtergesellschaft von Iscor South Africa, erworben. Eine Zinnextraktionsanlage, welche 35 Tonnen Zinn pro Stunde produzierte, nahm den Betrieb auf. 1966 wurde die Kapazität dieser Anlage auf 100 Tonnen Zinn pro Stunde vergrößert und Imkor Tin (Pty) Ltd gründete die Ortschaft Uis zur Unterbringung seiner Angestellten vor Ort. Eine erneute Vergrößerung der Kapazität auf 140 Tonnen pro Stunde folgte in den frühen 1980er Jahren. Außerdem wurde seitdem an sieben Tagen in der Woche für jeweils 24 Stunden produziert.
Ende der 1980er Jahre brachen die Zinnpreise auf dem Weltmarkt ein, so dass auch die Produktion in Uis drastisch heruntergefahren musste. Sehr schnell kam es zu zahlreichen Entlassungen unter der Belegschaft und die Lebensqualität in Uis verschlechterte sich dramatisch. 1990 musste der Abbau in der Zinnlagerstätte von Uis letztendlich gestundet werden.
Aufgrund der Nachfrage auf dem Weltmarkt nach Zinn und vor allem nach Tantal ist ein erneuter Abbau von Zinnstein sowie vor allem Columbit-Tantalit-Erz und damit die Wiedereröffnung des Bergwerks seit 2017 geplant. Verantwortlich hierfür ist Andrada Mining (bis 2022 AfriTin Mining). Mitte 2019 wurde der Betrieb aufgenommen und erreichte 2022 ein Volumen von 720 Tonnen. Der Ausbau auf 1300 Tonnen wird vorangetrieben. Zudem ist der Abbau von Lithium und Tantalum ab 2023[veraltet] geplant.

### Infrastruktur
1991 kaufte der Geschäftsmann Albert Weitz die ehemaligen Wirtschaftsgebäude der Imkor Tin (Pty) Ltd auf und nahm eine Ziegelei in Betrieb. Außerdem wurden mehrere touristische Unternehmungen eröffnet, so dass Uis fortan eine, wenn auch begrenzte, Aufbruchsstimmung zuteilwurde.
In Uis treffen sich die Hauptstraße C35 zwischen Henties Bay und Fransfontein sowie die C36 von Omaruru. Uis ist von der Straße aus schon von weitem durch seine riesigen weißen Bergehalden zu erkennen. Nördlich von Uis liegen die auf bis zu knapp 1000 m Seehöhe ansteigenden Uisberge.
Heutzutage ist Uis eine Zwischenstation für Touristen, die die Weiße Dame im Brandbergmassiv oder den Brandberg selbst besuchen wollen.
Mit der Brandberg Primary School und der Petrus ǃGaneb Secondary School befinden sich zwei Schulen im Ort.